# آدولفو لازارینی
آدولفو لازارینی (انگلیسی: Adolfo Lazzarini; ۷ مهٔ ۱۹۵۲ – ۱ ژوئیهٔ ۲۰۱۰) بازیکن فوتبال اهل پاراگوئه بود.
از باشگاه‌هایی که در آن بازی کرده‌است می‌توان به باشگاه فوتبال لیبرتاد، باشگاه فوتبال ال‌دی‌یو کیتو، و باشگاه فوتبال کروز آزول اشاره کرد.
وی همچنین در تیم ملی فوتبال پاراگوئه بازی کرده‌است.